# Noel Niemann
Noel Niemann (* 14. November 1999 in München) ist ein deutscher Fußballspieler afghanisch-liberianischer Abstammung. Er steht seit Februar 2025 beim polnischen Zweitligisten GKS Tychy unter Vertrag.

## Karriere
Niemann, dessen Mutter aus Liberia und dessen Vater aus Afghanistan stammt, entstammt der Jugend des FC Ismaning. In der Saison 2016/17 spielte er für den FC Memmingen, im Sommer 2017 wechselte er zum TSV 1860 München. In seiner ersten Saison kam er 13-mal für die U19 zum Einsatz (eld Tore). Ebenso spielte er bereits siebenmal in der U21 des Vereins (zwei Tore). Den Großteil der folgenden Saison 2018/19 verpasste Niemann aufgrund eines Kreuzbandrisses. Zur Saison 2019/20 gehörte Niemann regelmäßig zum Drittligakader der ersten Mannschaft, blieb jedoch zunächst ohne Einsatz und sammelte weiterhin in der zweiten Mannschaft Spielpraxis. Am 16. Spieltag kam er schließlich zu seinem ersten Kurzeinsatz in der 3. Liga, als er beim Spiel gegen die zweite Mannschaft des FC Bayern München  für Stefan Lex eingewechselt wurde. Am 8. Februar 2020 gelang Niemann mit dem Treffer zum 1:1 im Spiel gegen Waldhof Mannheim das erste Tor seiner Profikarriere. 
Nach insgesamt 13 Spielen und zwei Toren für die Profis von 1860 München wechselte er am 15. Juli 2020 ablösefrei zum Bundesliga-Aufsteiger Arminia Bielefeld. Im Wintertransferfenster 2020/21 wurde er – ohne ein Ligaspiel für die Arminia absolviert zu haben – bis zum Saisonende an den Bayerischen Drittliga-Aufsteiger Türkgücü München verliehen. Für diesen kam er in 14 absolvierten Begegnungen auf zwei Tore. Zur Saison 2021/22 schloss er sich zunächst wieder den Bielefeldern an. Im Juli 2021 wurde er allerdings ein zweites Mal verliehen, diesmal an den österreichischen Bundesligisten TSV Hartberg. Für Hartberg kam er in der Saison 2022/23 zu 29 Einsätzen in der Bundesliga (vier Tore).
Zur Saison 2022/23 kehrte Niemann nach Bielefeld zurück, das mittlerweile in die 2. Bundesliga abgestiegen war. Für die Arminia kam er zu einem Kurzeinsatz. Nachdem er sich erneut nicht hatte durchsetzen können, wechselte der Angreifer im August 2022 zum Drittligisten VfL Osnabrück. Hier kam Niemann zu 30 Ligaeinsätzen und 2 Toren und schaffte mit Osnabrück den Aufstieg in die 2. Bundesliga. Es folgt der sofortige Wiederabstieg. Im August 2024 wechselte er in die zweite türkische Liga zum Iğdır FK. Nach nur sieben Kurzeinsätzen bei den Türken wechselte er im Februar 2025 nach Polen in die zweite Liga zu GKS Tychy.

## Erfolge
TSV 1860 München
- Sieger des Bayerischen Toto-Pokals: 2019/20

VfL Osnabrück
- Aufstieg in die 2. Bundesliga: 2022/23